# Josef Kamper (Schauspieler)
Josef Kamper (* 31. August 1899 im Deutschen Reich; † 1979) war ein deutscher Schauspieler bei Bühne und Film.

## Leben und Wirken
Über Kampers Herkunft und frühen Jahre ist nur wenig bekannt. Er ist seit den 1920er Jahren als Theaterschauspieler nachzuweisen und spielte zunächst an Wanderbühnen, mit denen er 1931 auch nach Königsberg/Ostpreußen kam. Dort war er zwei Spielzeiten lang Ensemblemitglied des Neuen Schauspielhauses. 1933 folgte Kamper einem Ruf an die Deutsche Bühne e.V. in Potsdam. Etwas später traf er im benachbarten Berlin ein, wo Josef Kamper dank Luis Trenker 1936 Anschluss an das hiesige Filmgeschehen fand. Hier spielte er mehr oder weniger kleine Chargenrollen. Noch bis Kriegsausbruch 1939 blieb er ebenfalls der Bühne treu und folgte Engagements ans Rose-Theater der Hauptstadt und dem Theater der Stadt Koblenz. Erst nach 1945 ist er wieder auf der Bühne nachzuweisen und gehörte in den 1950er Jahren dem Theater am Schiffbauerdamm an. In Berlin-Charlottenburg, also im Westen der Stadt, ansässig, war Kamper seit dem Mauerbau 1961 von seiner Bühnenwirkungsstätte im Osten abgeschnitten. Sein späterer Lebensweg ist nicht mehr dokumentiert. Josef Kamper starb 1979.

## Filmografie
- 1937: Condottieri
- 1937: Der Berg ruft
- 1937: Tango Notturno
- 1938: Fracht von Baltimore
- 1938: Schatten über St. Pauli
- 1939: D III 88
- 1939: Flucht ins Dunkel
- 1939: Kornblumenblau
- 1940: Familienanschluß
- 1941: Anschlag auf Baku
- 1941: Himmelhunde
- 1942: Der 5. Juni
- 1942: Titanic
- 1943: Um neun kommt Harald
- 1943/47: Quax in Afrika
- 1948: Der Herr vom andern Stern
- 1952: Postlagernd Turteltaube
- 1952: Mein Herz darfst Du nicht fragen
- 1952: Die Spur führt nach Berlin
- 1955: Ein Herz schlägt für Erika
- 1956: Spion für Deutschland
- 1957: Katzgraben
- 1958: Der Prozeß wird vertagt
- 1960: Mutter Courage und ihre Kinder